# Robert Creeley
Robert Creeley (21. května 1926 – 30. března 2005) byl americký básník. Od roku 1943 studoval na Harvardu, roky 1944 a 1945 strávil v Barmě a Indii, poté se vrátil na Harvard, ale studium nedokončil. Titul BA získal až v roce 1955 na Black Mountain College. Často je řazen do tamní básnické skupiny. Roku 1960 získal titul MA na Univerzitě Nového Mexika. Sám se rovněž věnoval pedagogické činnosti. Svou první knihu Le Fou vydal v roce 1952. Následovaly desítky dalších. V češtině vyšly dva výbory z jeho díla v překladu Hany Žantovské, Variace (Odeon, 1979) a Zahrady paměti (Mladá fronta, 1999). Rovněž je zařazen do antologie Obeznámeni s nocí (1967, překlad Stanislav Mareš). V roce 1999 mu byla udělena Bollingenská cena. Zemřel na plicní onemocnění ve věku 78 let.